# Kyle Dake
Kyle Douglas Dake (né le 25 février 1991 à Ithaca) est un lutteur américain, spécialiste de folkstyle et de lutte libre.
Dans la catégorie des moins de 79 kg, il remporte le titre lors des Championnats du monde de lutte 2018, également en 2019, 2021, et 2022. Il remporta la médaille de bronze au Jeux olympiques de Tokyo en 2021.